# Lista gmin w stanie Kalifornia Dolna Południowa

Lokalizacja stanu Kalifornia Dolna Południowa na mapie Meksyku

Podział stanu Dolna Kalifornia Południowa na gminy

Meksykański stan Kalifornia Dolna Południowa dzieli się na 5 gmin (municipios).

| INEGI (kod statystyczny) | Nazwa gminy | Siedziba władz      | Liczba ludności |
| ------------------------ | ----------- | ------------------- | --------------- |
| 001                      | Comondú     | Ciudad Constitución | 63 830          |
| 002                      | Mulegé      | Santa Rosalía       | 52 742          |
| 003                      | La Paz      | La Paz              | 219 596         |
| 008                      | Los Cabos   | San José del Cabo   | 164 162         |
| 009                      | Loreto      | Loreto              | 11 839          |